# إيمان القحطاني
إيمان القحطاني هي صحفية وناشطة سعودية وتُعد من أبرز الناشطات في مجال قضايا حقوق المرأة السعودية.

## التعليم
تخرجت إيمان القحطاني من كلية الآداب بالرياض، حيث حصلت على درجة البكالوريوس في الأدب الإنجليزي والعلوم عام 2002، عملت في العديد من الصحف كصحفية.

## محاكمة سبتمبر 2013
حضرت القحطاني المحاكمة التاريخية التي عُقِدَت في سبتمبر 2013 للمعارضين السعوديين محمد فهد القحطاني وعبد الله الحامد في الرياض، واستخدمت حسابها على تويتر لنشر سرد مستمر للمحاكمة، ولأن المحاكمات في المملكة العربية السعودية تُعقد في كثير من الأحيان على انفراد فقد كان الوصول إلى قاعة المحكمة كان «مسألة حظ» كما قالت، كانت المحكمة غير مستعدة لعدد الأشخاص الذين حضروا، نشر أولئك الذين تمكنوا من الوصول إلى قاعة المحكمة تغريد تقدم المحاكمة، بينما راقب الكثيرون المحاكمة على الإنترنت، ولاحظت القحطاني التفاعل الهائل مع تويتر.

## الاحتجاز وحظر السفر
في يوليو 2013 أُقيفت في المطار في طريقها إلى إسطنبول، فنشرت تغريدة حينها بأنها خضعت لحظر السفر.

## مقالاتها
لها العديد من المقالات منها:
- هل من الأولى أن نتبع «القرآن» أم «التفسيرات البشرية»؟
- ليتك كتمت غيظك يا شيخ
- احتكار العقل العربي.. وآفة العقل المشائخي
- الشيخ النمر: موقف التيار السلفي من الشيعة وخياراتهم محسوم سلفًا
- فقط توفي 4000 شخص!
- اللحظة آتية
- إلى «وجيهة الحويدر».. يا سيدة الكلمة والنور.. نحن معك
- الشرطة الدينية...هل تحمل حقيبة دبلوماسية!
- ماذا تفعل هذه الفتاة القحطانية مع هذا المعمم القطيفي؟
- إلى أهل هذه الفتاة بأن يحفظوا ابنتهم من أصحاب السوء!
- الفتى الأسود الصغير
- فتوى بن جبرين غير علمية تنم عن دوافع مغرضة
- المرتد عبد الرحمن الأفغاني.